# Referendum na Slovensku 1994
Referendum na Slovensku v roce 1994 bylo první referendum na Slovensku, které se konalo 22. října 1994. Účast voličů byla 19,96 % a referendum bylo proto neplatné.
Otázka zněla: „Souhlasíte, aby se přijal zákon o prokazování finančních prostředků, které byly použity při dražbách a privatizaci?"
Referendum vyhlásil prezident Michal Kováč dne 10. srpna 1994 rozhodnutím č. 205/1994 Sb. na základě usnesení NR SR, které bylo přijato dne 12. července 1994 na návrh předsedy Sdružení dělníků Slovenska Jána Ľuptáka. Referendum bylo provedeno v sobotu 22. října 1994. 

## Výsledky
| Výběr                  | Hlasy   | %    |
| ---------------------- | ------- | ---- |
| pro                    | 724,448 | 95.9 |
| proti                  | 30,733  | 4.1  |
| neplatné/prázdné hlasy | 18,443  | –    |
| celkem                 | 773,624 | 100  |
| zdroj: Nohlen & Stöver |         |      |